# Robin Appleyard
Robin Appleyard   (Keighley, 10 de maig de 1964) és un expilot de motociclisme anglès.
Va guanyar la carrera de 125cc de la Marlboro Clubman's British Championship el 1982, la Shell Oils Championship el 1984, la Supercup 125cc Championship en dues ocasions (1993, 1996) i el Campionat Nacional Britànic de 1995. Va ser el principal rival de Ron Haslam el 1998, però va guanyar Haslam.
Quan va acabar la seva carrera com a pilot, es va convertir en director d'equip de Red Bull Rookie. Actualment dirigeix l'equip Team Appleyard/Macadam.